# Krzysztof Bartosz
Krzysztof Bartosz – polski matematyk, doktor habilitowany nauk matematycznych, adiunkt Uniwersytetu Jagiellońskiego, specjalista od analizu nieliniowej.

## Kariera naukowa
W 2003 roku na Akademii Górniczo-Hutniczej im. Stanisława Staszica w Krakowie uzyskał tytuł magistra matematyki. W 2007 roku na Wydziale Matematyki i Informatyki Uniwersytetu Jagiellońskiego uzyskał stopień doktora nauk matematycznych w zakresie matematyki na podstawie rozprawy pt. Hemivariational Inequalities Modeling Dynamic Contact Problems in Mechanics, której promotorem był prof. Stanisław Migórski. W tym samym roku został zatrudniony na tejże uczelni, a w 2018 roku uzyskał na jej Wydziale Matematyki i Informatyki stopień doktora habilitowanego nauk matematycznych w dyscyplinie matematyki na podstawie pracy pt. Ewolucyjne inkluzje typu Clarke'a oraz aproksymacja ich rozwiązań w oparciu o metody dyskretyzacji czasowej i przestrzennej.